# Wierch (Pasmo Jaworzyny)
Wierch (842 m) – szczyt  w Beskidzie Sądeckim. Znajduje się w  Paśmie Jaworzyny w bocznym grzbiecie opadającym na południe od głównej grani tego pasma, od szczytu  Hali Pisanej (1044 m).  Jest to krótki grzbiet oddzielający dolinę Łomniczanki od doliny jej dopływu – Małej Łomnickiej. Spod Wierchu spływa kilka niewielkich potoków uchodzących do Małej Łomnickiej lub Łomniczanki. 
Znajduje się na obszarze miejscowości Łomnica-Zdrój. Rejon Wierchu to teren  skomplikowany orientacyjnie. Jest w większości zalesiony, ale na dużym wypłaszczeniu na jego południowym grzbiecie, nieco poniżej szczytu, znajduje się duża polana z polami uprawnymi. Również pomiędzy szczytem Wierchu a Halą Pisaną znajduje się, obecnie już nieużytkowana polana Sarnica. Stoją na niej zabudowania. Pośród lasów, na wypłaszczeniach terenu i mało stromych stokach istnieją polany, na których dawniej były pola uprawne, łąki, domy i zabudowania gospodarskie. Na północny wschód od wierzchołka Wierchu, a poniżej głównej grani, znajdują się polany Niedźwiadki i Rechmanowa – przysiółki miejscowości Łomnica-Zdrój.